# رالف اسپت
رالف اسپت (به آلمانی: Ralf Speth) (زاده ۹ سپتامبر ۱۹۵۵) کارآفرین، بازرگان و مدیر ارشد اجرایی آلمانی است، که اکنون به‌عنوان مدیر عامل اجرایی شرکت‌های جگوار لندرور، لندرور و جگوار کارز فعالیت می‌کند. وی عضو هیئت مدیره شرکت تاتا موتورز می‌باشد.